# Inca Garcilaso de la Vega
Gómez Suárez de Figueroa, conhecido como Inca Garcilaso de la Vega ou El Inca (Cusco, 12 de abril de 1539 — Córdova, 23 de abril de 1616) foi um cronista e escritor peruano de ascendência espanhola e inca, dito o "príncipe dos escritores do Novo Mundo". Pertenceu à época dos cronistas pós-toledanos, durante o período colonial da história do Peru. Era filho do conquistador estremenho Sebastián Garcilaso de la Vega e da princesa inca Isabel Chimpu Ocllo.
É tido como o peruano mais insigne da colónia, tendo sabido expressar a sua exaltada nacionalidade na sua obra prima: "Comentários Reais dos Incas", a qual chegou a ser vetada, nos vice-reinos do Peru e Buenos Aires, pela coroa espanhola ao ser considerada judiciosa e perigosa para os seus interesses, devido ao levantamento de Tupac Amaru II de 4 de novembro de 1780.

## Obras
Seguindo as correntes humanistas em voga na época, Garcilaso, o Inca, iniciou um ambicioso e original projecto historiográfico centrado no passado americano, e em especial no do Peru. Considerado como o pai das letras do continente americano, em 1605 deu a conhecer em Lisboa a sua História de la Florida e a jornada que a ela fez o governador Hernando de Soto, título que ficou sintetizado em La Florida del Inca. A obra contém a crónica da expedição daquele conquistador, de acordo com relatos que recolheu o próprio durante anos, e defende a legitimidade de impor naqueles territórios a soberania espanhola para os submeter à jurisdição cristã.
O título mais célebre de Inca Garcilaso é Comentarios reales, a primeira parte dos quais apareceu em 1609, também em Lisboa. Escrito a partir de suas próprias recordações de infância e juventude, de contactos epistolares e visitas a personagens destacados do Vice-reino do Peru, o relato constitui, apesar dos problemas das suas fontes orais e escritas e às incongruências de muitas datas, um a das tentativas mais conseguidas, tanto conceptual como estilisticamente, de salvaguardar a memória das tradições da civilização andina. Por esta razão é considerada como a sua obra prima e tomada com reconhecimento como o ponto de partida da literatura latino-americana. A segunda parte foi publicada em Córdoba, em 1617.